# Ošljak
Ošljak – wieś w Chorwacji, w żupanii zadarskiej, w gminie Preko. W 2011 roku liczyła 29 mieszkańców.